# Cingilia uncinularia
Cingilia uncinularia là một loài bướm đêm trong họ Geometridae.